# Bataille de Kopystrzyń
La bataille de Kopystrzyń a lieu le 8 septembre 1487 près de Kopystrzyń en Podolie, où l'armée polonaise dirigée par le prince Jean Ier Albert écrasa le tchamboul tatar (5000 hommes) que les Ottomans avaient lancé contre la Couronne. 1 500 Tatars sont morts et beaucoup ont été faits prisonniers.

## Prélude
En 1485, l'Empire ottoman s'empare des ports de Chilia et de Cetatea Albă, qui appartenaient à la Moldavie. L'hospodar moldave Étienne le Grand, vassal de la Pologne, demande de l'aide à son suzerain. Le roi Casimir IV Jagellon rassemble alors une armée et part vers la frontière moldave. L'armée polono-moldave combinée se met en route après que l'ennemi ait atteint Chilia et vainc l'armée ottomane au combat. Cependant, le sultan ottoman ne voulait pas abandonner la Moldavie et envoie déjà en 1487 un tchamboul tatar de 5 000 hommes vers la frontière polonaise.
L'armée polonaise était dirigée par le prince Jean Ier Albert.

## La bataille
Après avoir écrasé les Tatars, Albert se retire à Kopystrzyń. Entre-temps, un deuxième détachement tatar, plus petit, était arrivé. Les Tatars se rendirent compte de la faiblesse de la garde polonaise et s'emparèrent du camp sans difficulté. Convaincus que les Polonais s'étaient échappés, ils se partagèrent le butin et commencèrent à consommer l'alcool qu'ils trouvaient dans les tentes. À ce moment-là, Jean Ier Albert arrive avec son armée et frappe de manière inattendue. Près de 2 000 Tatars meurent ou sont faits prisonniers.

## Conséquences
Après la bataille, sur ordre de Jean Ier Albert, le chef des Tatars est capturé et décapité.

## Lectures complémentaires
- (pl) Mała Encyklopedia Wojskowa, Wydawnictwo Ministerstwa Obrony Narodowej, Varsovie 1967, Wydanie I, Tom II
- (pl) Marek Plewczyński: Wojny Jagiellonów z wschodnimi i południowymi sąsiadami Królestwa Polskiego w XV wieku